# Киевская оборонительная операция (1943)
Киевская оборонительная операция — фронтовая оборонительная операция советских войск, проведённая 13 ноября — 22 декабря 1943 года силами 1-го Украинского фронта. 
По завершении освобождения Киева продвижение советских войск замедлилось, боевые порядки растянулись, а снабжение ухудшилось из-за растянутых коммуникаций. Этим воспользовалось командование вермахта и нанесло ряд контрударов в районе Фастов — Брусилов и в районе Черняхов — Радомышль с целью восстановления линии обороны по Днепру. Первые контратаки проводились уже 10—11 ноября.

## Хронология событий
С самого начала оборонительных боёв советские войска оказывали врагу ожесточённое сопротивление. В первой фазе немецкого контрудара противник потерял с 11 по 17 ноября на участке фронта Житомир — Фастов 390 танков и самоходно-артиллерийских установок, 68 бронемашин, 26 орудий. При этом северный фланг советских войск (район Припятских болот) продолжал продвижение на запад на первых этапах немецкого контрнаступления.
В середине ноября 4-я немецкая танковая армия получила подкрепления: 1-я (95 Pz IV, 76 Pz V, 7 командирских и 7 огнемётных танка) и 25-я (сотня Pz IV) танковые дивизии и танковую дивизию СС «Лейбштандарт СС Адольф Гитлер» (95 Pz IV, 96 Pz V, 27 Pz VI и 9 командирских танков), которые должны были использовать для охвата Житомира с юга. Позднее были переданы в 4-ю танковую армию из состава 8-й полевой армии две танковые, две моторизованные и две пехотные дивизии для удара с юга вдоль берега Днепра на Киев.
В силу специфики операции советские войска не имели хорошо подготовленной обороны — в ноябре фронт под Киевом и Житомиром не был стабильным из-за их достаточно быстрого продвижения на Житомир. Немцам удалось окружить часть сил 60-й армии в лице 23-го стрелкового и 1-го гвардейского кавалерийского корпусов у Житомира, которые 20 ноября прорвались из окружения. Житомир пал. При этом пришлось уничтожить в городе большие склады продовольствия, фуража и другого имущества, захваченные советскими войсками неделей раннее. 23 ноября противник занял город Брусилов. В целом к 25 ноября немецкие контратаки прекратились.
С 25 ноября у города Брусилов войска фронта наносят контрудар тремя стрелковыми корпусами по северному флангу ударной группировки противника. Важную роль в сдерживании немецкого наступления сыграла и 3-я гвардейская танковая армия, ведя бои северо-восточнее Брусилова. После тяжёлых боёв фронт стабилизировался к 30 ноября на рубеже Черняхов — Радомышль — Ставище — Юровка. Бои оказались трудны и для немцев. Для свежесколоченной, только что переброшенной из Франции 25 танковой дивизии первый же бой в районе Фастова обернулся тяжёлой неудачей: части дивизии были рассеяны и отброшены на юго-запад, были потеряны вся артиллерия и более 100 танков.
В декабре 4-я танковая армия предпринимала две попытки прорваться к Киеву, но противостоящие ей части 60-й армии смогли отразить натиск врага. Так 7—14 декабря в ходе немецкого удара, проведённого силами «Лейбштандарта», 1-й и 7-й тд, в районе Радомышля попали в окружение три-четыре советских стрелковых дивизии, которые по заявлению Меллентина были уничтожены. А 16-20 декабря у городка Мелени немцы взяли в клещи часть советских войск, но уже 21 декабря это наступление остановилось из-за сильных советских контратак.
Но с другой стороны советская сторона утверждает о том, что советская разведка раскрыла немецкие перегруппировки и подготовку к декабрьским атакам. Были приняты соответствующие меры по отражению немецкого наступления. Поэтому удары у Мелени и Радомышля нельзя назвать успешными.
По результатам операции вермахт смог продвинуться на 30 — 40 км и, по заявлениям немецких мемуаристов, сильно обескровить советские войска, которые якобы потеряли в пять раз больше убитыми и пленными. Так Манштейн заявляет, что в ноябре 4-я танковая армия захватила около 5 000 советских пленных, уничтожила или захватила 600 советских танков, 300 орудий и свыше 1 200 противотанковых орудий. Но главную задачу — достичь Днепра в районе Киева — противник не выполнил. С другой стороны превышение санитарных потерь у советской стороны в более чем в два раза над безвозвратными потерями говорит о достаточно хорошо организованном отступлении войск 1-го Украинского фронта — своих раненых успевали эвакуировать в тыл, а не оставлять врагу, как это часто было в 1941 году. Особенно значимым этот факт становится в свете того, что часть наших войск оказалась в окружении у Житомира, из которого затем организовывался прорыв.
Уже 24 декабря советские войска начали наступление из района восточнее Шепетовки в направлении Тернополь — Скала-Подольская — Яссы и из района Корсунь-Шевченковский в направлении Умань — Кишинёв. Немецкий генерал Меллентин сообщает следующее:

«Накануне рождества (католического) положение группы армии „Юг“ вновь стало критическим. Мы узнали, что 24-й танковый корпус потерпел тяжёлое поражение, что русские прорвались в районе Брусилова и теперь развивают прорыв. По имеющимся данным они двигались к Житомиру, и 48-му танковому корпусу была поставлена задача задержать их продвижение… Танковые дивизии 24-го танкового корпуса (8-я, 19-я и дивизия СС „Рейх“) были переданы в наше распоряжение, но никто и понятия не имел, где они находятся и какие понесли потери. Мы полагали, что их удастся обнаружить где-нибудь в лесах восточнее Житомира. Во всяком случае мы были обязаны определить местонахождение этих несчастных дивизий и восстановить фронт. Выполнение нашей задачи осложнялось ещё и тем, что в Житомире, где скопилось огромное количество войск, царило паническое настроение.»— Меллентин. Танковые сражения. с 327.
При этом полное недоумение и удивление вызывает заявление Меллентина на предыдущей странице, относящееся к 23 декабря и подводящее итоги немецкого удара на Киев:

«48-й танковый корпус с удовлетворением узнал, что ему удалось упредить и в значительной мере сорвать ещё одно крупное наступление.»
И далее:

«Но всё же мы нанесли русским тяжёлые потери: за этот период войсками 4-й армии, в авангарде которой действовал наш корпус, было захвачено свыше 700 танков и 668 орудий. Из трёх групп русских войск, переправившихся через Днепр, первая у Брусилова, была сильно потрепана, вторая, в районе Житомир, Радомышль — полностью уничтожена, а третья, восточнее Коростеня, понесла настолько тяжелые потери, что уже не могла больше вести наступательные действия.»— Меллентин. Танковые сражения. с 324-325.
Если оба сообщения Меллентина считать правдивыми, придётся допустить, что за одну ночь три потрёпанные и даже разгромленные советские группы войск полностью восстановили боеспособность. Кроме того автор забыл сообщить о глубоком разочаровании 24.12.1943, которое 48-й корпус должен был ощутить после удовлетворения 23.12.1943. В данном случае, по-видимому большего доверия заслуживает точка зрения советской историографии. Во всяком случае корпуса, «уничтоженные» 48-м танковым участвуют в Житомирско-Бердичевской операции. Советские источники подтверждают безвозвратные потери в 26 443 человека (общие 87 473), оценивая безвозвратные немецкие в 90 000 солдат и офицеров, 1 645 орудий и миномётов, более 1 800 танков, 5 175 автомашин и бронетранспортёров. Учитывая разгром 7-й, 8-й, 19-й, 25-й танковых, дивизии СС «Рейх», 20-й моторизованной, 68-й и 75-й пехотных дивизии такие потери завышенными не кажутся. Разгром этих дивизий косвенно подтверждает Манштейн. Излагая события начала Житомирско-Бердичевской операции, он говорит следующее:

«В районе Житомира находился в боевой готовности 48-й танковый корпус с двумя боеспособными танковыми дивизиями, 168-й пехотной и (недавно сформированной в районе действия группы армий) 18-й артиллерийской дивизией»—  Э. Манштейн. Утерянные победы. с 597.
Если учесть, что в начале операции 48-й танковый корпус располагал шестью танковыми дивизиями: 1-й, 7-й, 19-й, 25-й, «Лейбштандарт Адольф Гитлер», «Рейх» и 68-й пехотной дивизией, 24-й танковый корпус был полностью разгромлен, 13-й и 57-й корпуса понесли серьёзные потери, то тяжесть немецкого поражения более чем очевидна. Соотношение потерь в танках иллюстрирует следующее разъяснение Манштейна, относящееся к январю 1944 года:

«В танковых соединениях дело в настоящее время обстояло таким образом, что участвовавшие в операциях советские танковые соединения только в одном случае имели 20 танков, в среднем же по 50—100 танков при штатах в 200—250 танков. Наши же танковые дивизии в отличие от них имели в среднем в лучшем случае немногим более 30 исправных танков. Лишь в переданных нам недавно танковых дивизиях дело обстояло несколько лучше, зато в некоторых дивизиях положение было ещё хуже.»—  Э Манштейн. Утерянные победы. с 620.
В свете этого заявления становится непонятным, что имеет в виду Меллентин, говоря о 700 захваченных советских танках. Если они были исправны, или могли быть отремонтированы, то почему не использовались. Если речь идёт о металлоломе, то мог ли он быть отправлен в Германию для переплавки (с учётом проблем на транспорте) в столь короткие сроки.
Потери в живой силе и технике в районе Житомир — Брусилов отразились и на других участках группы армий «Юг». Немецкое командование было вынуждено перебросить на участок 4-й танковой армии 46-й танковый корпус, прибывший из Франции, 3-й танковый корпус из района Днепровской дуги, 7-й армейский корпус и 26-й танковый корпус из района Черкасс, что создало предпосылки для окружения и разгрома части сил 8-й и 1-й танковой армий в Корсунь-Шевченковском котле, и разгрома 6-й армии в Никопольско-Криворожской операции.

## В культуре
Событиям операции посвящён советский художественный фильм 1985 года «Контрудар».